# Desenvolvimento do cânone da Bíblia hebraica

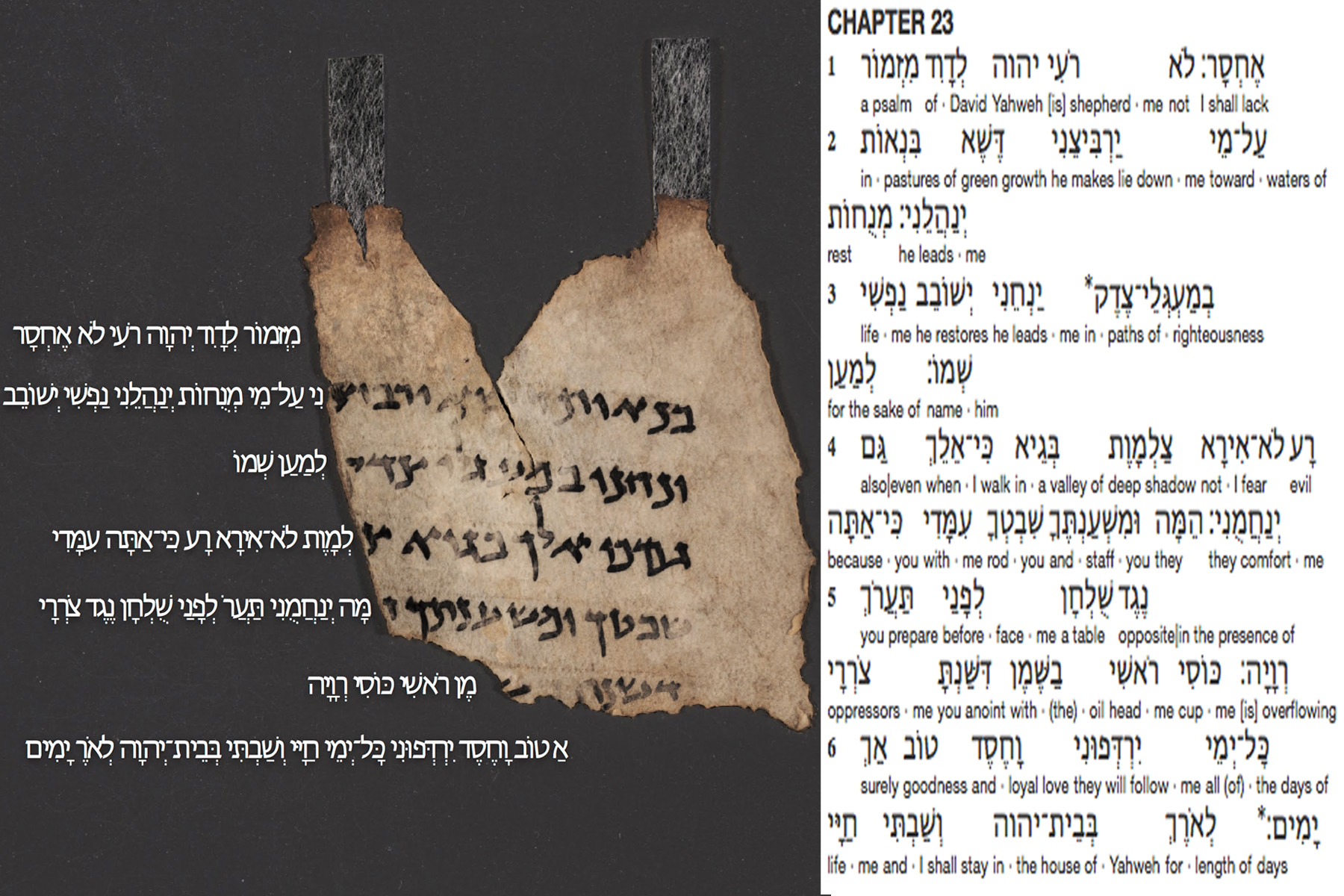
Salmo 23 (fragmento do Pergaminho do Mar Morto)

O judaísmo rabínico reconhece os 24 livros do Texto Massorético, comumente chamado de Tanakh ou Bíblia Hebraica, como autorizados. Os estudos modernos sugerem que os mais recentes escritos são os livros de Jonas, Lamentações e Daniel, que podem ter sido compostos ainda no século II a.C. Fontes rabínicas sustentam que o cânon bíblico foi fechado após o fim do Galut Bavli (exílio babilônico).
O Livro de Deuteronômio inclui uma proibição de adicionar ou subtrair, que pode ser aplicada ao próprio livro (isto é, um "livro fechado", uma proibição contra futuras edições de escribas ou às instruções recebidas por Moisés no Monte Sinai.
O livro de 2 Macabeus, que não faz parte do cânon judaico, descreve Neemias (cerca de 400 a.C) como tendo "fundado uma biblioteca e colecionado livros sobre os reis e profetas, e os escritos de Davi, e cartas de reis sobre ofertas votivas"(2,13–15). O Livro de Neemias sugere que o sacerdote escriba Esdras trouxe a Torá de volta de Babilônia a Jerusalém e ao Segundo Templo (8–9) no mesmo período. Tanto I Macabeus como 2 Macabeus sugerem que Judas Macabeus (por volta de 167 a.C) também colecionava livros sagrados (3,42–50, 2,13–15, 15,6–9).
Não há consenso acadêmico sobre quando o cânon da Bíblia Hebraica foi fixado. Alguns estudiosos argumentam que ele foi fixado pela dinastia Hasmoneana (140 a.C - 40 a.C), enquanto outros argumentam que ele não foi fixado até o século II d.C ou mesmo mais tarde.

## Eclesiástico
Eclesiástico fornece evidências de uma coleção de escrituras sagradas semelhantes a partes da Bíblia Hebraica. O livro, que data de 180 a.C (e não está incluído no cânon judaico), inclui uma lista de nomes de figuras bíblicas (44–49) na mesma ordem em que é encontrada na Torá e nos Nevi'im (Profetas), e que inclui os nomes de alguns homens mencionados nos Ketuvim (escritos). Com base nessa lista de nomes, alguns estudiosos conjeturaram que o autor, Yeshua ben Sira, teve acesso e considerou autoritário os livros de Gênesis, Êxodo, Levítico, Números, Deuteronômio, Josué, Juízes, Samuel, Reis, Jó, Isaías, Jeremias, Ezequiel e os Doze Profetas Menores.
Sua lista exclui os nomes de Rute, Cântico dos Cânticos, Ester e Daniel, sugerindo que as pessoas mencionadas nessas obras não se enquadravam nos critérios de sua lista atual de grandes homens ou que ele não tinha acesso a esses livros, ou não os considerou autoritários. No prólogo da tradução grega da obra de Ben Sira, seu neto, datado de 132 a.C, menciona a Lei (Torá) e os Profetas (Nevi'im), bem como um terceiro grupo de livros que ainda não foi nomeado como Ketuvim (o prólogo simplesmente identifica "o resto dos livros").

## Septuaginta
A Septuaginta (LXX) é uma tradução para o grego koiné (Grego antigo) das escrituras hebraicas, traduzida em estágios entre os séculos III e II a.C em Alexandria, Egito.
De acordo com Michael Barber, na Septuaginta, a Torá e os Nevi'im são estabelecidos como canônicos, mas os Ketuvim parecem não ter sido definitivamente canonizados ainda. O trabalho de tradução (e edição) pode ter sido feito por setenta (ou setenta e dois) anciãos que traduziram a Bíblia Hebraica para o grego koiné, mas a evidência histórica dessa história é bastante superficial. Além disso, segundo ele, é praticamente impossível determinar quando cada um dos outros livros foi incorporado à Septuaginta.
Fílon de Alexandria e Flávio Josefo (ambos associados ao judaísmo helenístico do primeiro século) atribuíram inspiração divina aos seus tradutores, e a principal narrativa antiga do processo é a carta de Aristeias, do século II a.C. Alguns dos Manuscritos do Mar Morto atestam textos hebraicos que não sejam aqueles nos quais o Texto Massorético se baseou; em alguns casos, esses textos recém-encontrados concordam com a versão da Septuaginta.

## Pergaminhos do Mar Morto
A teoria de que havia um cânon hebraico fechado do judaísmo foi ainda mais desafiada pelas variantes textuais encontradas nos Manuscritos do Mar Morto. Michael Barber escreve: "Até recentemente, supunha-se que acréscimos" apócrifos "encontrados nos livros da LXX representassem aumentos posteriores no grego aos textos hebraicos. Em conexão com isso, o texto massorético (MT) estabelecido pelos rabinos no período medieval foi aceito como testemunha fiel da Bíblia Hebraica do século I. No entanto, esse pressuposto agora está sendo desafiado à luz dos Manuscritos do Mar Morto."
As evidências que apoiam esses desafios incluem o fato de que "cópias de alguns livros bíblicos encontrados em Qumran revelam divergências acentuadas do MT". Como exemplo de tal evidência, Barber afirma que "os estudiosos ficaram surpresos ao descobrir que as cópias hebraicas de 1 e 2 Samuel encontradas na Caverna 4 concordam com o LXX contra o MT. Um desses fragmentos é datado do século III a.C e acredita-se ser a cópia mais antiga de um texto bíblico encontrado até hoje. Claramente, a versão massorética de 1 e 2 Samuel é aqui significativamente inferior ao exemplo da LXX."
Os pergaminhos do Mar Morto se referem à Torá e aos Nevi'im e sugerem que essas partes da Bíblia foram canonizadas anteriormente. Um pergaminho que contém todos ou partes de 41 salmos bíblicos, embora em uma ordem diferente da do atual Livro dos Salmos e que inclua oito textos não encontrados no Livro dos Salmos, sugere que o Livro dos Salmos ainda não havia sido canonizado. Ver também Salmos 152–155.

## Fílonde Alexandria
No século I d.C, Fílon, judeu de Alexandria, discutiu livros sagrados, mas não fez menção a uma divisão em três partes da Bíblia; embora sua De vita contemplativa (às vezes sugerida no século XIX como mais tarde autoria cristã) afirme em III (25) que "estudando... as leis e os sagrados oráculos de Deus enunciados pelos santos profetas, hinos e salmos, e todo tipo de outras coisas pelas quais o conhecimento e a piedade são aumentados e trazidos à perfeição." Fílon cita quase exclusivamente a partir da Torá, mas ocasionalmente de Ben Sira (Eclesiástico) e Sabedoria de Salomão.

## Flávio Josefo
Segundo Michael Barber, o testemunho mais antigo e explícito de uma lista canônica hebraica vem de Josefo (37 d.C - 100 d.C). Josefo se refere a escrituras sagradas divididas em três partes, os cinco livros da Torá, treze livros dos Nevi'im e quatro outros livros de hinos e sabedoria: "Porque não temos uma multidão inumerável de livros entre nós, discordando de e contradizendo-se [como os gregos], mas apenas vinte e dois livros, que contêm todos os registros de todos os tempos passados; que se acredita que sejam justamente divinos; e deles cinco pertencem a Moisés, que contém suas leis e as leis, tradições da origem da humanidade até sua morte... os profetas, que estavam depois de Moisés, anotaram o que foi feito em seus tempos em treze livros. Os quatro livros restantes contêm hinos a Deus e preceitos para a conduta da vida humana".
Como existem 24 livros no cânone judaico atual, em vez dos 22 mencionados por Josefo, alguns estudiosos   sugeriram que ele considerava Rute parte dos juízes, e Lamentações parte de Jeremias. Outros estudiosos  sugerem que, na época em que Josefo escreveu, livros como Ester e Eclesiastes ainda não eram considerados canônicos.
Segundo Gerald A. Larue, a lista de Josefo representa o que veio a ser o cânon judeu, embora os estudiosos ainda estivessem lutando com problemas de autoridade de certos escritos no momento em que ele estava escrevendo. Significativamente, Josefo caracteriza os 22 livros como canônicos porque foram divinamente inspirados; ele menciona outros livros históricos que não foram divinamente inspirados e que, portanto, não acreditava pertencer ao cânon.
Barber concorda que, embora "os estudiosos tenham reconstruído a lista de Josefo de maneira diferente, parece claro que temos em seu testemunho uma lista de livros muito próximos do cânon hebraico como está hoje". No entanto, ele afirma que o cânon de Josefo "não é idêntico ao da Bíblia Hebraica moderna". Ele ressalta que é discutível se o cânon de Josefo tinha ou não uma estrutura tripartida. E assim, Barber adverte que "é preciso ter cuidado para não exagerar a importância de Josefo". Em apoio a essa advertência, ele ressalta que "Josefo era claramente um membro do partido farisaico e, embora não gostasse de pensar assim, não era a Bíblia judaica universalmente aceita - outras comunidades judaicas incluíam mais de vinte e dois livros".

## 2 Esdras
A primeira referência a um cânone judaico de 24 livros é encontrada em 2 Esdras, que provavelmente foi escrita em 90-96 d.C (após a destruição do Segundo Templo ) ou na segunda metade do século III.
Torne públicos os vinte e quatro livros que escreveu primeiro, e deixe os dignos e os indignos lê-los; mas mantenha os setenta que foram escritos por último, a fim de os dar aos sábios entre o seu povo. 2 Esdras, 14,45-46

## Fariseus
Os fariseus também debateram o status dos livros canônicos. No século II d.C, o rabino Aquiba declarou que aqueles que liam livros não canônicos não compartilhariam a vida após a morte. Mas, de acordo com Bacher e Grätz, Aquiba não se opunha a uma leitura particular dos deuterocanônicos, como é evidente pelo fato de ele próprio fazer uso frequente de Eclesiástico.
Eles também debateram o status de Eclesiastes e Cântico dos Cânticos, concluindo como a tradição do rabino Simeon ben Azzai que eles são santos. Aquiba defendeu com firmeza, no entanto, a canonicidade do Cântico dos Cânticos e Ester. Mas as declarações de Heinrich Graetz a respeito da atitude de Aquiba em relação à canonicidade do Cântico dos Cânticos são conceitos errôneos, como IH Weiss demonstrou em certa medida. Ele era antagônico em relação à família de textos da Septuaginta e aos livros deuterocanônicos nela contidos, uma vez que os cristãos se interessavam muito por eles.

## Concílio deJamnia
A Mishná, compilada no final do século II d.C, descreve um debate sobre o status de alguns livros de Ketuvim e, em particular, sobre se eles tornam as mãos ritualmente impuras ou não. Yadaim 3,5 chama a atenção para um debate sobre Cântico dos Cânticos e Eclesiastes. O Megillat Ta'anit, em uma discussão sobre os dias em que o jejum é proibido, mas que não é observado na Bíblia, menciona o feriado de Purim. Com base nessas e em algumas referências semelhantes, Heinrich Graetz concluiu em 1871 que havia um Concílio de Jamnia (ou Yavne em hebraico) que havia decidido o cânone judaico em algum momento no final do século I (c. 70 – 90). Esse se tornou o consenso acadêmico predominante por grande parte do século XX.
WM Christie foi o primeiro a contestar essa teoria popular em 1925. Jack P. Lewis escreveu uma crítica ao consenso popular em 1964. Raymond E. Brown apoiou amplamente Lewis em sua revisão, como a discussão de Lewis sobre o tópico no Dicionário Bíblico Anchor, de 1992. Sid Z. Leiman fez um desafio independente para sua tese da Universidade da Pensilvânia, publicada mais tarde como livro em 1976, na qual ele escreveu que nenhuma das fontes usadas para apoiar a teoria realmente mencionava livros que haviam sido retirados de um cânone e questionou a toda a premissa de que as discussões eram sobre a canonicidade, afirmando que elas estavam realmente lidando com outras preocupações inteiramente. Outros estudiosos se uniram e hoje a teoria é amplamente desacreditada.
Alguns estudiosos argumentam que o cânon judaico foi corrigido anteriormente pela dinastia hasmoneana. Jacob Neusner publicou livros em 1987 e 1988 que argumentavam que a noção de um cânon bíblico não era proeminente no judaísmo rabínico do século II ou mesmo mais tarde e, em vez disso, que uma noção da Torá foi expandida para incluir o Mishná, Tosefta, Talmude de Jerusalém, o Talmude Babilônico e Midrash. Assim, não há consenso acadêmico sobre quando o cânon judaico foi estabelecido.